# Sabih Arca
Sabih Arca (né en 1901 à Constantinople à l'époque dans l'Empire ottoman, aujourd'hui en Turquie, et mort le 24 avril 1979 en Turquie) est un joueur de football international turc, qui évoluait au poste de milieu de terrain.

## Biographie

### Carrière en sélection
Avec l'équipe de Turquie, il joue 9 matchs (pour 3 buts inscrits) entre 1923 et 1926. Il joue son premier match en équipe nationale le 26 octobre 1923 contre la Roumanie et son dernier le 5 juillet 1926 contre cette même équipe.
Il figure dans le groupe des sélectionnés lors des Jeux olympiques de 1924 et de 1928 (sans toutefois jouer de matchs lors des tournois olympiques).